# Грушко Ігор Олегович
Ігор Олегович Грушко (19 жовтня 1952, Курчиця) — український дипломат. Надзвичайний і Повноважний Посол України.

## Біографія
Народився 19 жовтня 1952 р. в с. Курчиця Новоград-Волинського району на Житомирщині. У 1975 році закінчив Київський державний університету ім. Т. Г. Шевченка, факультет романо-германської філології, референт-перекладач іспанської та англійської мов. Володіє іноземними мовами: російською, іспанською та англійською.
- 1975 — працював військовим перекладачем, Республіка Куба.
- 1977—1980 — старший редактор Держтелерадіо УРСР;
- 1980—1983 — військовий перекладач, Республіка Куба;
- 1983—1991 — редактор, старший редактор Держтелерадіо УРСР;
- 1991—1994 — оглядач, завідувач відділу газети Верховної Ради України «Голос України».
- 07.1994-04.1995 — перший секретар Посольства України в Російській Федерації;
- 04.1995-03.1999 — радник Посольства України в Російській Федерації.
- 03.1999-05.1999 — виконувач обов'язків начальника Управління інформації, керівник прес-центру Міністерства закордонних справ України.
- 05.1999-04.2001 — начальник прес-служби, речник Міністерства закордонних справ України.
- 04.2001-09.2003 — радник-посланник Посольства України в Аргентинській Республіці.
- 18.08.2003[1]-14.06.2006 — Надзвичайний і Повноважний Посол України в Республіці Перу.
- 25.08.2004[2]-14.06.2006 — Надзвичайний і Повноважний Посол України в Республіці Колумбія за сумісництвом.
- 03.04.2006[3]-14.06.2006[4] — Надзвичайний і Повноважний Посол України в Республіці Еквадор за сумісництвом.
- 04.06.2010[5]-24.03.2012[6] — Надзвичайний і Повноважний Посол України в Федеративній Республіці Бразилія.

Має дипломатичний ранг Надзвичайного і Повноважного Посла України.